# Борид трипалладия
Борид трипалладия — бинарное неорганическое соединение
палладия и бора
с формулой Pd3B,
кристаллы.

## Получение
- Сплавление стехиометрических количеств чистых веществ:

{\displaystyle {\mathsf {3Pd+B\ {\xrightarrow {890^{o}C}}\ Pd_{3}B}}}

## Физические свойства
Борид трипалладия образует кристаллы
ромбической сингонии,
пространственная группа P nma,
параметры ячейки a = 0,5463 нм, b = 0,7567 нм, c = 0,4872 нм, Z = 4
.